# 石苍乡
石苍乡是中国福建省莆田市仙游县下辖的一个乡。

## 行政区划
石苍乡下辖以下地区：
高阳村、霞湖村、老山村、田坑村、五湖村、石阳村、潭头村、隔壁村、济川村和石苍村。